# Cormohipparion
Cormohipparion Skinner and MacFadden, 1977 è un genere di equide estinto, originariamente descritto come un nuovo genere di cavallo ed assegnato alla tribù Hipparionini. Tuttavia si è presto affermato che il materiale parziale rinvenuto rientrava nel rango di una variazione morfologica, confrontato con l'Hipparion. Inizialmente si affermava che la morfologia pre-orbitale non aveva alcun significato tassonomico, ma una revisione più dettagliata delle sezioni cave hanno poi dimostrato il contrario.
Tale genere è tuttora considerata un antenato dell'Hippotherium. I suoi fossili sono stati rinvenuti in tutto il Nord America, fino al Messico.